# 20e étape du Tour de France 2023
Pour un article plus général, voir Tour de France 2023.
La 20e étape du Tour de France 2023 se déroule le samedi 22 juillet 2023 entre Belfort (Territoire de Belfort) et Le Markstein (Haut-Rhin), sur une distance de 133,5 kilomètres.

## Déroulement de la course

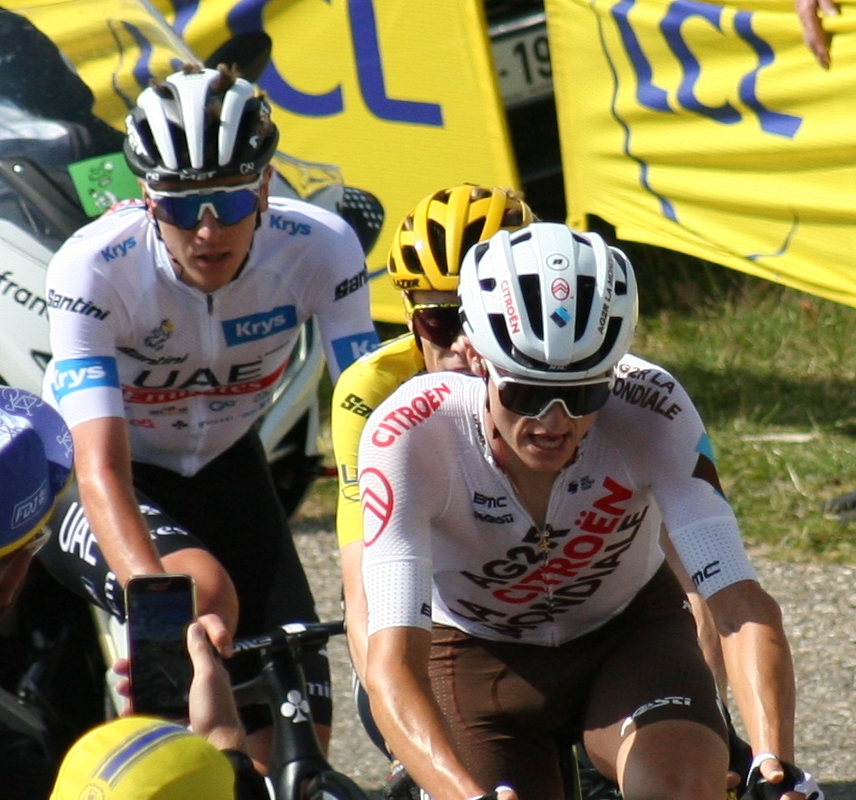
Gall, Vingegaard et Pogačar en fin d'étape.

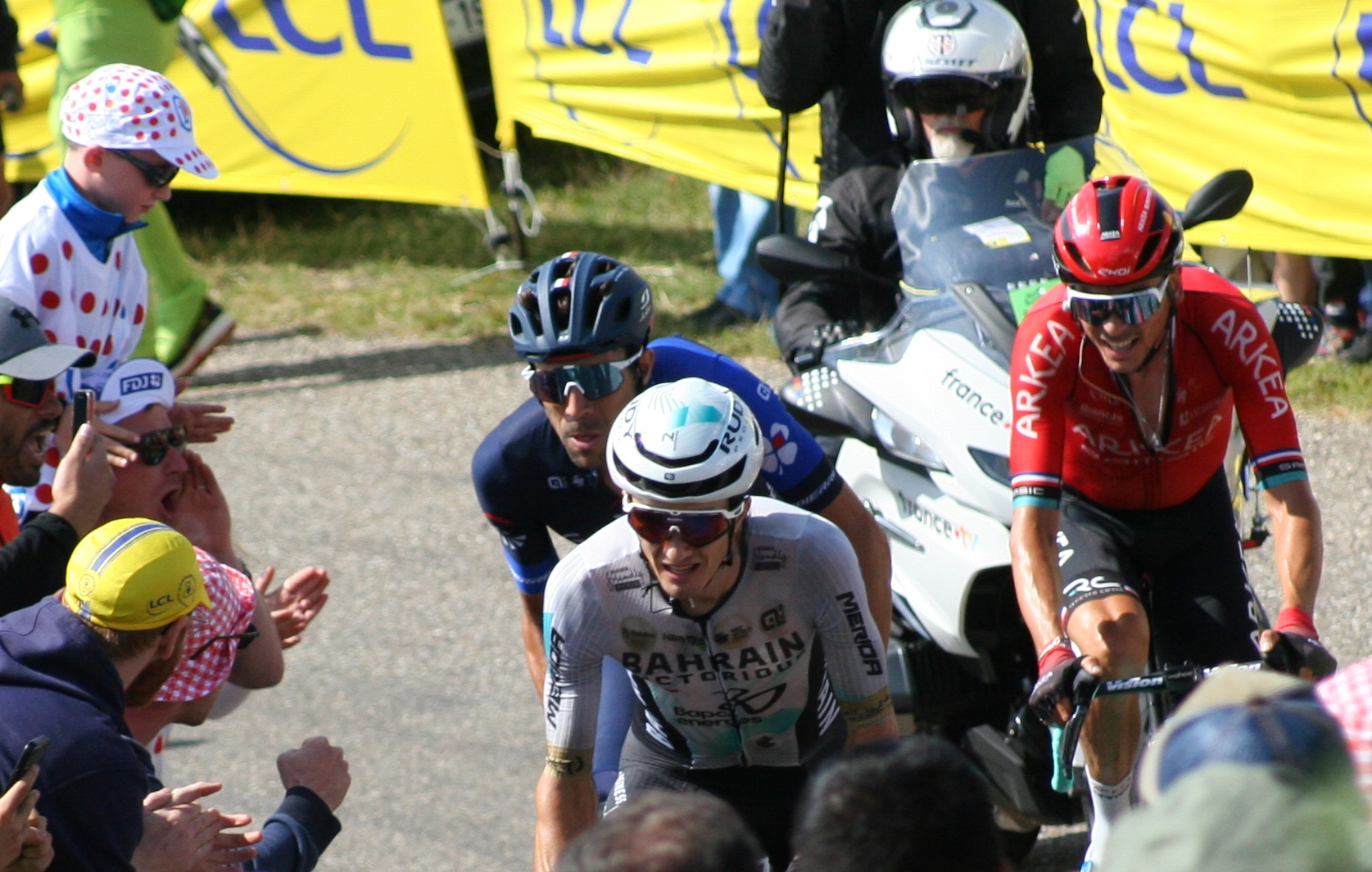
Bilbao, Pinot et Barguil en fin d'étape.

Après 33 km de course, à la fin de la descente du Ballon d'Alsace, Carlos Rodríguez et Sepp Kuss, membres du top 10 au classement général, chutent lourdement. Les deux coureurs blessés au visage et aux membres repartent, mais perdront respectivement une et trois places au classement général, à l'issue de l' étape. Les quatre-vingt premiers kilomètres de l'étape vosgienne sont principalement marqués par la quête du maillot à pois de l'Italien Giulio Ciccone (Lidl-Trek) qui passe en tête dans les quatre premiers cols au sein de différents groupes qui se sont constitués au cours de la course. Il s'assure ainsi la victoire au classement de meilleur grimpeur, dans la mesure où il terminera l'étape sur l'avenue des Champs-Élysées, le lendemain à Paris. Dans l'ascension du Petit Ballon, km 108,2 (1re catégorie, 9,3 km à 8,1 %), le Français Thibaut Pinot (Groupama FDJ) lâche ses neuf compagnons d'échappée sous les acclamations de ses supporters venus en nombre. Il passe en tête au sommet avec une trentaine de secondes d'avance sur ses premiers poursuivants et une minute et cinq secondes sur le groupe maillot jaune. 
Lors de la dernière ascension, le col du Platzerwasel, km 125,3 (1re catégorie, 7,1 km à 8,4 %), dans le groupe maillot jaune, Tadej Pogačar tente une attaque à 5,5 km du sommet, mais il est immédiatement suivi par Jonas Vingegaard qui ne prend pas de relais, et permet le retour de l'Autrichien Felix Gall (AG2R Citroën). En tête de la course, Pinot est repris à 4,5 km du sommet par le Britannique Tom Pidcock (Ineos Grenadiers) et le Français Warren Barguil (Arkéa-Samsic). Le trio Pinot, Pidcock, Barguil est rattrapé puis dépassé 500 m plus loin par le trio Gall, Vingegaard, Pogačar qui franchit le col dans cet ordre. Derrière, la bataille est ouverte pour la troisième place du classement général, entre l'Espagnol Carlos Rodríguez et le Britannique Adam Yates (UAE Emirates). À 5 km de l'arrivée, les frères Yates, Adam et Simon (Jayco AlUla) reviennent sur les trois hommes de tête. Les cinq coureurs se disputent le sprint remporté par Pogačar qui signe sa seconde victoire sur ce Tour.

## Résultats
Cette section présente les résultats et prix obtenus au cours de l'étape.

### Classement de l'étape
| Classement de la 20e étape | Classement de la 20e étape | Classement de la 20e étape | Classement de la 20e étape | Classement de la 20e étape |
|                            | Coureur                    | Pays                       | Équipe                     | Temps                      |
| -------------------------- | -------------------------- | -------------------------- | -------------------------- | -------------------------- |
| 1er                        | Tadej Pogačar              | Slovénie                   | UAE Team Emirates          | en 3 h 27 min 18 s         |
| 2e                         | Felix Gall                 | Autriche                   | AG2R Citroën Team          | + 0 s                      |
| 3e                         | Jonas Vingegaard           | Danemark                   | Jumbo-Visma                | + 0 s                      |
| 4e                         | Simon Yates                | Royaume-Uni                | Jayco AlUla                | + 0 s                      |
| 5e                         | Adam Yates                 | Royaume-Uni                | UAE Team Emirates          | + 7 s                      |
| 6e                         | Warren Barguil             | France                     | Arkéa-Samsic               | + 33 s                     |
| 7e                         | Thibaut Pinot              | France                     | Groupama-FDJ               | + 33 s                     |
| 8e                         | Pello Bilbao               | Espagne                    | Bahrain Victorious         | + 33 s                     |
| 9e                         | Tobias Johannessen         | Norvège                    | Uno-X Pro Cycling Team     | + 50 s                     |
| 10e                        | Rafał Majka                | Pologne                    | UAE Team Emirates          | + 50 s                     |
| modifier                   |                            |                            |                            |                            |

### Bonifications en temps
|   | Coureur          | Pays     | Équipe            | Secondes |
| - | ---------------- | -------- | ----------------- | -------- |
| 1 | Tadej Pogačar    | Slovénie | UAE Team Emirates | 10 s     |
| 2 | Felix Gall       | Autriche | AG2R Citroën Team | 6 s      |
| 3 | Jonas Vingegaard | Danemark | Jumbo-Visma       | 4 s      |

| Coureur          | Pays     | Équipe                   | Secondes |
| ---------------- | -------- | ------------------------ | -------- |
| Rui Costa        | Portugal | Intermarché-Circus-Wanty | + 20 s   |
| Carlos Rodríguez | Espagne  | Ineos Grenadiers         | + 20 s   |

### Points attribués
| Sprint intermédiaire Fresse-sur-Moselle (km 37,2) | Sprint intermédiaire Fresse-sur-Moselle (km 37,2) | Sprint intermédiaire Fresse-sur-Moselle (km 37,2) | Sprint intermédiaire Fresse-sur-Moselle (km 37,2) | Sprint intermédiaire Fresse-sur-Moselle (km 37,2) |
| ------------------------------------------------- | ------------------------------------------------- | ------------------------------------------------- | ------------------------------------------------- | ------------------------------------------------- |
|                                                   | Coureur                                           | Pays                                              | Équipe                                            | Point(s)                                          |
| 1er                                               | Mads Pedersen                                     | Danemark                                          | Lidl-Trek                                         | 20                                                |
| 2e                                                | Maxim Van Gils                                    | Belgique                                          | Lotto Dstny                                       | 17                                                |
| 3e                                                | Ion Izagirre                                      | Espagne                                           | Cofidis                                           | 15                                                |
| 4e                                                | Mattias Skjelmose                                 | Danemark                                          | Lidl-Trek                                         | 13                                                |
| 5e                                                | Julian Alaphilippe                                | France                                            | Soudal Quick-Step                                 | 11                                                |
| 6e                                                | Mathieu Burgaudeau                                | France                                            | TotalEnergies                                     | 10                                                |
| 7e                                                | Mathieu van der Poel                              | Pays-Bas                                          | Alpecin-Deceuninck                                | 9                                                 |
| 8e                                                | Krists Neilands                                   | Lettonie                                          | Israel-Premier Tech                               | 8                                                 |
| 9e                                                | Giulio Ciccone                                    | Italie                                            | Lidl-Trek                                         | 7                                                 |
| 10e                                               | Jonas Vingegaard                                  | Danemark                                          | Jumbo-Visma                                       | 6                                                 |
| 11e                                               | Warren Barguil                                    | France                                            | Arkéa-Samsic                                      | 5                                                 |
| 12e                                               | Stefan Küng                                       | Suisse                                            | Groupama-FDJ                                      | 4                                                 |
| 13e                                               | Axel Zingle                                       | France                                            | Cofidis                                           | 3                                                 |
| 14e                                               | Mikel Landa                                       | Espagne                                           | Bahrain Victorious                                | 2                                                 |
| 15e                                               | Neilson Powless                                   | États-Unis                                        | EF Education-EasyPost                             | 1                                                 |
| modifier                                          |                                                   |                                                   |                                                   |                                                   |

| Arrivée d'étape Le Markstein - Fellering (km 133,5) | Arrivée d'étape Le Markstein - Fellering (km 133,5) | Arrivée d'étape Le Markstein - Fellering (km 133,5) | Arrivée d'étape Le Markstein - Fellering (km 133,5) | Arrivée d'étape Le Markstein - Fellering (km 133,5) |
| --------------------------------------------------- | --------------------------------------------------- | --------------------------------------------------- | --------------------------------------------------- | --------------------------------------------------- |
|                                                     | Coureur                                             | Pays                                                | Équipe                                              | Point(s)                                            |
| 1er                                                 | Tadej Pogačar                                       | Slovénie                                            | UAE Team Emirates                                   | 20                                                  |
| 2e                                                  | Felix Gall                                          | Autriche                                            | AG2R Citroën Team                                   | 17                                                  |
| 3e                                                  | Jonas Vingegaard                                    | Danemark                                            | Jumbo-Visma                                         | 15                                                  |
| 4e                                                  | Simon Yates                                         | Royaume-Uni                                         | Jayco AlUla                                         | 13                                                  |
| 5e                                                  | Adam Yates                                          | Royaume-Uni                                         | UAE Team Emirates                                   | 11                                                  |
| 6e                                                  | Warren Barguil                                      | France                                              | Arkéa-Samsic                                        | 10                                                  |
| 7e                                                  | Thibaut Pinot                                       | France                                              | Groupama-FDJ                                        | 9                                                   |
| 8e                                                  | Pello Bilbao                                        | Espagne                                             | Bahrain Victorious                                  | 8                                                   |
| 9e                                                  | Tobias Johannessen                                  | Norvège                                             | Uno-X Pro Cycling Team                              | 7                                                   |
| 10e                                                 | Rafał Majka                                         | Pologne                                             | UAE Team Emirates                                   | 6                                                   |
| 11e                                                 | Jai Hindley                                         | Australie                                           | Bora-Hansgrohe                                      | 5                                                   |
| 12e                                                 | Carlos Rodríguez                                    | Espagne                                             | Ineos Grenadiers                                    | 4                                                   |
| 13e                                                 | Wout Poels                                          | Pays-Bas                                            | Bahrain Victorious                                  | 3                                                   |
| 14e                                                 | Nick Schultz                                        | Australie                                           | Israel-Premier Tech                                 | 2                                                   |
| 15e                                                 | Dylan Teuns                                         | Belgique                                            | Israel-Premier Tech                                 | 1                                                   |
| modifier                                            |                                                     |                                                     |                                                     |                                                     |

| \| Coureur \| Pays \| Équipe \| Points \| \| ---------------- \| -------- \| ------------------------ \| ----------- \| \| Rui Costa \| Portugal \| Intermarché-Circus-Wanty \| - 16 points \| \| Carlos Rodríguez \| Espagne \| Ineos Grenadiers \| - 4 points \| |          |                          |             |
| Coureur | Pays     | Équipe                   | Points      |
| Rui Costa | Portugal | Intermarché-Circus-Wanty | - 16 points |
| Carlos Rodríguez | Espagne  | Ineos Grenadiers         | - 4 points  |

### Cols et côtes
| Ballon d'Alsace (km 24) 2e catégorie (11,5 km à 5,2 %) | Ballon d'Alsace (km 24) 2e catégorie (11,5 km à 5,2 %) | Ballon d'Alsace (km 24) 2e catégorie (11,5 km à 5,2 %) | Ballon d'Alsace (km 24) 2e catégorie (11,5 km à 5,2 %) | Ballon d'Alsace (km 24) 2e catégorie (11,5 km à 5,2 %) |
| ------------------------------------------------------ | ------------------------------------------------------ | ------------------------------------------------------ | ------------------------------------------------------ | ------------------------------------------------------ |
|                                                        | Coureur                                                | Pays                                                   | Équipe                                                 | Point(s)                                               |
| 1er                                                    | Giulio Ciccone                                         | Italie                                                 | Lidl-Trek                                              | 5                                                      |
| 2e                                                     | Mattias Skjelmose                                      | Danemark                                               | Lidl-Trek                                              | 3                                                      |
| 3e                                                     | Mads Pedersen                                          | Danemark                                               | Lidl-Trek                                              | 2                                                      |
| 4e                                                     | Dylan van Baarle                                       | Pays-Bas                                               | Jumbo-Visma                                            | 1                                                      |
| modifier                                               |                                                        |                                                        |                                                        |                                                        |

| Col de la Croix des Moinats (km 56,5) 2e catégorie (5,2 km à 7,0 %) | Col de la Croix des Moinats (km 56,5) 2e catégorie (5,2 km à 7,0 %) | Col de la Croix des Moinats (km 56,5) 2e catégorie (5,2 km à 7,0 %) | Col de la Croix des Moinats (km 56,5) 2e catégorie (5,2 km à 7,0 %) | Col de la Croix des Moinats (km 56,5) 2e catégorie (5,2 km à 7,0 %) |
| ------------------------------------------------------------------- | ------------------------------------------------------------------- | ------------------------------------------------------------------- | ------------------------------------------------------------------- | ------------------------------------------------------------------- |
|                                                                     | Coureur                                                             | Pays                                                                | Équipe                                                              | Point(s)                                                            |
| 1er                                                                 | Giulio Ciccone                                                      | Italie                                                              | Lidl-Trek                                                           | 5                                                                   |
| 2e                                                                  | Mattias Skjelmose                                                   | Danemark                                                            | Lidl-Trek                                                           | 3                                                                   |
| 3e                                                                  | Tom Pidcock                                                         | Royaume-Uni                                                         | Ineos Grenadiers                                                    | 2                                                                   |
| 4e                                                                  | Krists Neilands                                                     | Lettonie                                                            | Israel-Premier Tech                                                 | 1                                                                   |
| modifier                                                            |                                                                     |                                                                     |                                                                     |                                                                     |

| Col de Grosse Pierre (km 64,9) 2e catégorie (3,2 km à 8,0 %) | Col de Grosse Pierre (km 64,9) 2e catégorie (3,2 km à 8,0 %) | Col de Grosse Pierre (km 64,9) 2e catégorie (3,2 km à 8,0 %) | Col de Grosse Pierre (km 64,9) 2e catégorie (3,2 km à 8,0 %) | Col de Grosse Pierre (km 64,9) 2e catégorie (3,2 km à 8,0 %) |
| ------------------------------------------------------------ | ------------------------------------------------------------ | ------------------------------------------------------------ | ------------------------------------------------------------ | ------------------------------------------------------------ |
|                                                              | Coureur                                                      | Pays                                                         | Équipe                                                       | Point(s)                                                     |
| 1er                                                          | Giulio Ciccone                                               | Italie                                                       | Lidl-Trek                                                    | 5                                                            |
| 2e                                                           | Mattias Skjelmose                                            | Danemark                                                     | Lidl-Trek                                                    | 3                                                            |
| 3e                                                           | Warren Barguil                                               | France                                                       | Arkéa-Samsic                                                 | 2                                                            |
| 4e                                                           | Maxim Van Gils                                               | Belgique                                                     | Lotto Dstny                                                  | 1                                                            |
| modifier                                                     |                                                              |                                                              |                                                              |                                                              |

| Col de la Schlucht (km 79,4) 3e catégorie (4,3 km à 5,4 %) | Col de la Schlucht (km 79,4) 3e catégorie (4,3 km à 5,4 %) | Col de la Schlucht (km 79,4) 3e catégorie (4,3 km à 5,4 %) | Col de la Schlucht (km 79,4) 3e catégorie (4,3 km à 5,4 %) | Col de la Schlucht (km 79,4) 3e catégorie (4,3 km à 5,4 %) |
| ---------------------------------------------------------- | ---------------------------------------------------------- | ---------------------------------------------------------- | ---------------------------------------------------------- | ---------------------------------------------------------- |
|                                                            | Coureur                                                    | Pays                                                       | Équipe                                                     | Point(s)                                                   |
| 1er                                                        | Giulio Ciccone                                             | Italie                                                     | Lidl-Trek                                                  | 2                                                          |
| 2e                                                         | Mattias Skjelmose                                          | Danemark                                                   | Lidl-Trek                                                  | 1                                                          |
| modifier                                                   |                                                            |                                                            |                                                            |                                                            |

| Petit Ballon (km 108,2) 1re catégorie (9,3 km à 8,1 %) | Petit Ballon (km 108,2) 1re catégorie (9,3 km à 8,1 %) | Petit Ballon (km 108,2) 1re catégorie (9,3 km à 8,1 %) | Petit Ballon (km 108,2) 1re catégorie (9,3 km à 8,1 %) | Petit Ballon (km 108,2) 1re catégorie (9,3 km à 8,1 %) |
| ------------------------------------------------------ | ------------------------------------------------------ | ------------------------------------------------------ | ------------------------------------------------------ | ------------------------------------------------------ |
|                                                        | Coureur                                                | Pays                                                   | Équipe                                                 | Point(s)                                               |
| 1er                                                    | Thibaut Pinot                                          | France                                                 | Groupama-FDJ                                           | 10                                                     |
| 2e                                                     | Tom Pidcock                                            | Royaume-Uni                                            | Ineos Grenadiers                                       | 8                                                      |
| 3e                                                     | Warren Barguil                                         | France                                                 | Arkéa-Samsic                                           | 6                                                      |
| 4e                                                     | Chris Harper                                           | Australie                                              | Jayco AlUla                                            | 4                                                      |
| 5e                                                     | Valentin Madouas                                       | France                                                 | Groupama-FDJ                                           | 2                                                      |
| 6e                                                     | Wilco Kelderman                                        | Pays-Bas                                               | Jumbo-Visma                                            | 1                                                      |
| modifier                                               |                                                        |                                                        |                                                        |                                                        |

| Col du Platzerwasel (km 125,3) 1re catégorie (7,1 km à 8,4 %) | Col du Platzerwasel (km 125,3) 1re catégorie (7,1 km à 8,4 %) | Col du Platzerwasel (km 125,3) 1re catégorie (7,1 km à 8,4 %) | Col du Platzerwasel (km 125,3) 1re catégorie (7,1 km à 8,4 %) | Col du Platzerwasel (km 125,3) 1re catégorie (7,1 km à 8,4 %) |
| ------------------------------------------------------------- | ------------------------------------------------------------- | ------------------------------------------------------------- | ------------------------------------------------------------- | ------------------------------------------------------------- |
|                                                               | Coureur                                                       | Pays                                                          | Équipe                                                        | Point(s)                                                      |
| 1er                                                           | Felix Gall                                                    | Autriche                                                      | AG2R Citroën Team                                             | 10                                                            |
| 2e                                                            | Jonas Vingegaard                                              | Danemark                                                      | Jumbo-Visma                                                   | 8                                                             |
| 3e                                                            | Tadej Pogačar                                                 | Slovénie                                                      | UAE Team Emirates                                             | 6                                                             |
| 4e                                                            | Simon Yates                                                   | Royaume-Uni                                                   | Jayco AlUla                                                   | 4                                                             |
| 5e                                                            | Adam Yates                                                    | Royaume-Uni                                                   | UAE Team Emirates                                             | 2                                                             |
| 6e                                                            | Warren Barguil                                                | France                                                        | Arkéa-Samsic                                                  | 1                                                             |
| modifier                                                      |                                                               |                                                               |                                                               |                                                               |

| \| Coureur \| Pays \| Équipe \| Points \| \| ---------------- \| -------- \| ------------------------ \| ---------- \| \| Rui Costa \| Portugal \| Intermarché-Circus-Wanty \| - 8 points \| \| Carlos Rodríguez \| Espagne \| Ineos Grenadiers \| - 2 points \| |          |                          |            |
| Coureur | Pays     | Équipe                   | Points     |
| Rui Costa | Portugal | Intermarché-Circus-Wanty | - 8 points |
| Carlos Rodríguez | Espagne  | Ineos Grenadiers         | - 2 points |

### Prix de la combativité
- Thibaut Pinot (Groupama-FDJ)

## Classements à l'issue de l'étape
Cette section présente le classement général et les différents classements annexes à l'issue de l'étape.

### Classement général
| Classement général | Classement général | Classement général | Classement général | Classement général  |
|                    | Coureur            | Pays               | Équipe             | Temps               |
| ------------------ | ------------------ | ------------------ | ------------------ | ------------------- |
| 1er                | Jonas Vingegaard   | Danemark           | Jumbo-Visma        | en 79 h 16 min 38 s |
| 2e                 | Tadej Pogačar      | Slovénie           | UAE Team Emirates  | + 7 min 29 s        |
| 3e                 | Adam Yates         | Royaume-Uni        | UAE Team Emirates  | + 10 min 56 s       |
| 4e                 | Simon Yates        | Royaume-Uni        | Team Jayco AlUla   | + 12 min 23 s       |
| 5e                 | Carlos Rodríguez   | Espagne            | Ineos Grenadiers   | + 13 min 17 s       |
| 6e                 | Pello Bilbao       | Espagne            | Bahrain Victorious | + 13 min 27 s       |
| 7e                 | Jai Hindley        | Australie          | Bora-Hansgrohe     | + 14 min 44 s       |
| 8e                 | Felix Gall         | Autriche           | AG2R Citroën Team  | + 16 min 9 s        |
| 9e                 | David Gaudu        | France             | Groupama-FDJ       | + 23 min 8 s        |
| 10e                | Guillaume Martin   | France             | Cofidis            | + 26 min 30 s       |
| modifier           |                    |                    |                    |                     |

| Classement par points | Classement par points | Classement par points | Classement par points | Classement par points |
| --------------------- | --------------------- | --------------------- | --------------------- | --------------------- |
|                       | Coureur               | Pays                  | Équipe                | Point(s)              |
| 1er                   | Jasper Philipsen      | Belgique              | Alpecin-Deceuninck    | 377 points            |
| 2e                    | Mads Pedersen         | Danemark              | Lidl-Trek             | 258 pts               |
| 3e                    | Bryan Coquard         | France                | Cofidis               | 188 pts               |
| 4e                    | Tadej Pogačar         | Slovénie              | UAE Team Emirates     | 166 pts               |
| 5e                    | Jonas Vingegaard      | Danemark              | Jumbo-Visma           | 128 pts               |
| 6e                    | Kasper Asgreen        | Danemark              | Soudal Quick-Step     | 125 pts               |
| 7e                    | Jordi Meeus           | Belgique              | Bora-Hansgrohe        | 123 pts               |
| 8e                    | Matej Mohorič         | Slovénie              | Bahrain Victorious    | 106 pts               |
| 9e                    | Pello Bilbao          | Espagne               | Bahrain Victorious    | 103 pts               |
| 10e                   | Simon Yates           | Royaume-Uni           | Team Jayco AlUla      | 95 pts                |
| modifier              |                       |                       |                       |                       |

| Classement du meilleur grimpeur | Classement du meilleur grimpeur | Classement du meilleur grimpeur | Classement du meilleur grimpeur | Classement du meilleur grimpeur |
| ------------------------------- | ------------------------------- | ------------------------------- | ------------------------------- | ------------------------------- |
|                                 | Coureur                         | Pays                            | Équipe                          | Point(s)                        |
| 1er                             | Giulio Ciccone                  | Italie                          | Lidl-Trek                       | 105 points                      |
| 2e                              | Felix Gall                      | Autriche                        | AG2R Citroën Team               | 92 pts                          |
| 3e                              | Jonas Vingegaard                | Danemark                        | Jumbo-Visma                     | 89 pts                          |
| 4e                              | Neilson Powless                 | États-Unis                      | EF Education-EasyPost           | 58 pts                          |
| 5e                              | Tadej Pogačar                   | Slovénie                        | UAE Team Emirates               | 55 pts                          |
| 6e                              | Simon Yates                     | Royaume-Uni                     | Team Jayco AlUla                | 44 pts                          |
| 7e                              | Tobias Johannessen              | Norvège                         | Uno-X Pro Cycling Team          | 38 pts                          |
| 8e                              | Jai Hindley                     | Australie                       | EF Education-EasyPost           | 31 pts                          |
| 9e                              | Michał Kwiatkowski              | Pologne                         | Ineos Grenadiers                | 30 pts                          |
| 10e                             | Mattias Skjelmose               | Danemark                        | Lidl-Trek                       | 29 pts                          |
| modifier                        |                                 |                                 |                                 |                                 |

| Classement général du meilleur jeune | Classement général du meilleur jeune | Classement général du meilleur jeune | Classement général du meilleur jeune | Classement général du meilleur jeune |
|                                      | Coureur                              | Pays                                 | Équipe                               | Temps                                |
| ------------------------------------ | ------------------------------------ | ------------------------------------ | ------------------------------------ | ------------------------------------ |
| 1er                                  | Tadej Pogačar                        | Slovénie                             | UAE Team Emirates                    | en 79 h 24 min 7 s                   |
| 2e                                   | Carlos Rodríguez                     | Espagne                              | Ineos Grenadiers                     | + 5 min 28 s                         |
| 3e                                   | Felix Gall                           | Autriche                             | AG2R Citroën Team                    | + 8 min 40 s                         |
| 4e                                   | Tom Pidcock                          | Royaume-Uni                          | Ineos Grenadiers                     | + 40 min 23 s                        |
| 5e                                   | Mattias Skjelmose                    | Danemark                             | Lidl-Trek                            | + 2 h 7 min 58 s                     |
| 6e                                   | Tobias Johannessen                   | Norvège                              | Uno-X Pro Cycling Team               | + 2 h 8 min 4 s                      |
| 7e                                   | Mathieu Burgaudeau                   | France                               | TotalEnergies                        | + 2 h 13 min 44 s                    |
| 8e                                   | Clément Champoussin                  | France                               | Arkéa-Samsic                         | + 2 h 50 min 38 s                    |
| 9e                                   | Matthew Dinham                       | Australie                            | Team DSM-Firmenich                   | + 3 h 6 min 3 s                      |
| 10e                                  | Maxim Van Gils                       | Belgique                             | Lotto Dstny                          | + 3 h 10 min 20 s                    |
| modifier                             |                                      |                                      |                                      |                                      |

| Classement par équipes | Classement par équipes | Classement par équipes | Classement par équipes |
|                        | Équipe                 | Pays                   | Temps                  |
| ---------------------- | ---------------------- | ---------------------- | ---------------------- |
| 1re                    | Jumbo-Visma            | Pays-Bas               | en 238 h 31 min 2 s    |
| 2e                     | UAE Team Emirates      | Émirats arabes unis    | + 13 min 49 s          |
| 3e                     | Ineos Grenadiers       | Royaume-Uni            | + 27 min 38 s          |
| 4e                     | Bahrain Victorious     | Bahreïn                | + 28 min 37 s          |
| 5e                     | Groupama-FDJ           | France                 | + 57 min 20 s          |
| 6e                     | AG2R Citroën Team      | France                 | + 1 h 51 min 0 s       |
| 7e                     | Bora-Hansgrohe         | Allemagne              | + 2 h 5 min 8 s        |
| 8e                     | Team Jayco AlUla       | Australie              | + 3 h 21 min 33 s      |
| 9e                     | Israel-Premier Tech    | Israël                 | + 4 h 33 min 49 s      |
| 10e                    | Movistar Team          | Espagne                | + 4 h 37 min 33 s      |
| modifier               |                        |                        |                        |

### Sanctions au classement UCI
| \| Coureur \| Pays \| Équipe \| Points \| \| --------- \| -------- \| ------------------------ \| ----------- \| \| Rui Costa \| Portugal \| Intermarché-Circus-Wanty \| - 25 points \| |          |                          |             |
| Coureur | Pays     | Équipe                   | Points      |
| Rui Costa | Portugal | Intermarché-Circus-Wanty | - 25 points |

## Abandons
Un seul coureur a abandonné lors de la 20e étape :
- Victor Lafay (Cofidis) : abandon.